# Linda-a-Velha
Linda-a-Velha is een plaats en freguesia in de Portugese gemeente Oeiras in het district Lissabon. In 2001 was het inwonertal 21.952 op een oppervlakte van 2,32 km². Linda-a-Velha heeft sinds 1991 de status van Vila en is sinds 1993 een zelfstandige freguesia. Daarvoor behoorde het tot Carnaxide.